# Азовский, Егор Иванович
Егор Иванович Азовский (род. 10 января 1985, Целиноград) — казахстанский футболист, защитник. Тренер.
Сыграл за Казахстан 21 матч.

## Достижения
- Чемпион Казахстана: 2006.
- Чемпион Первой лиги Казахстана: 2013.
- Серебряный призер Первой лиги Казахстана: 2010.

## Семья
Отец — Иван Азовский, экс-футболист, ныне тренер дублирующего состава «Астаны». Младший брат — Максим Азовский, футболист семейского «Спартака».